# 雷龍 (神話生物)

不丹國旗上的雷龍

雷龍（འབྲུག་）是龍的一種，為不丹的民族象徵，已經出現於國旗和國歌「雷龍王國」上，同時不丹也富有「雷龍之國（Druk Yul）」的稱號。